# Сартак (посёлок при станции)
Сартак (хак. Сир пилтірі) — посёлок при станции в Аскизском районе Хакасии.

## География
Станция расположена на реке Сир — левом притоке реки Абакан.

## Население
| 2002 | 2010 |
| ---- | ---- |
| 28   | ↗57  |

Число хозяйств — 25, население — 44 человек (01.01.2004), хакасы.